# Acindar
Acindar (Industria Argentina de Aceros S.A.) es una empresa argentina que se dedica a los sectores del acero, agronomía, industria y construcción. Fue fundada en el año 1942 por un grupo de empresarios entre los que se destacaba el ingeniero Arturo Acevedo. Su sede central está ubicada en la ciudad de Villa Constitución y posee plantas en las ciudades de Rosario, Villa Mercedes, La Tablada y San Nicolás.
Desde el año 2006 Acindar es parte del Grupo ArcelorMittal. En 2008 el grupo ArcelorMittal adquirió el control del 99.5% de Acindar.

## Historia
Acindar Industria Argentina de Aceros fue creada en 1942 con la asociación de las empresas Acevedo y Shaw y la Compañía de Construcciones Civiles de Aguirre y Aragón.
Acevedo, Shaw, Aguirre y Aragón eran empresarios del sector de la construcción,  Las actividades se iniciaron en la ciudad de Rosario, con la producción de barras de hierro para la construcción, a partir de la fundición de metal de desecho obtenido localmente.
Unos años después, en 1946, el general Manuel Savio presentó un proyecto de ley formulando el Plan Siderúrgico Nacional, que entre otros puntos creaba la Sociedad Mixta Siderúrgica Argentina (SOMISA). El objetivo inicial era una planta siderúrgica que estaría en actividad hacia 1951, en la localidad de San Nicolás de los Arroyos. El estado sería el responsable de la producción de acero y los empresarios privados desarrollarían los distintos productos finales a partir de dicha materia prima. En coincidencia con los planes de creación de Somisa, en 1951 se produce la primera gran expansión de Acindar, con la apertura de la llamada "Planta 2" en Villa Constitución, a unos 20 km de distancia de la planta estatal.
La empresa se vio favorecida por los Decretos 9479/56 (dictadura de Aramburu); 3042/62 (gobierno interino de J.M. Guido) y 2839/67 (gobierno de facto de Onganía) durante los años posteriores a la Revolución Libertadora incluyeron una serie de medidas que beneficiaron a la empresa en detrimento de la estatal Somisa.
En 1961 el fundador de la empresa Arturo Acevedo fue designado Ministro de Obras Públicas de la Nación, bajo el gobierno del presidente Arturo Frondizi. Durante su gestión se desarrolló parte del Plan Larkin ferroviario argentino, que entre otras consecuencias implicaba la reducción a chatarra de material rodante, equipos e instalaciones. Acindar fue una de las empresas que adquirieron esos materiales como materia prima de su ciclo productivo.
Arturo Acevedo falleció en 1968, dejando la empresa a cargo de sus hijos Arturo y Jorge, responsables de la gestión técnica y comercial respectivamente. La presidencia del directorio la asumió José Alfredo Martínez de Hoz, hasta ese momento síndico de la sociedad. Este economista permaneció en la presidencia hasta marzo de 1976, cuando asumió como ministro de Economía de la Nación en el Proceso de Reorganización Nacional. El nuevo titular en 1976 fue el general Alcides López Aufranc, quien permaneció en su cargo hasta 1992.En 1982 la empresa, —junto con otros grupos empresarios—, fue favorecida por una serie de medidas adoptadas por el Banco Central, en ese momento a cargo de Domingo Felipe Cavallo, por las cuales se nacionalizaron las deudas privadas, lo que representaba la «licuación de pasivos» de las empresas dictado por Martinez de Hoz y Domingo Cavallo.

### Terrorismo de Estado y crecimiento acelerado
A partir del 29 de marzo de 1975, comenzó la represión a los obreros de Acindar, cuando la ciudad  de Villa Constitución, Provincia de Santa Fe, fue invadida por fuerzas policiales produciendo detenciones masivas y asesinatos de obreros de esa fábrica siderúrgica, con la complicidad  aparente de los directivos de la empresa.
Los sectores asalariados, especialmente delegados y dirigentes sindicales, fueron las principales víctimas de la dictadura. La Comisión Nacional sobre la Desaparición de Personas (Conadep) estimó que el 30,2% de los desaparecidos eran obreros; 17,9%, empleados; y 5,7% docentes, mediante un plan sistemático que  buscaba disciplinar al movimiento obrero.
En enero de 1976 el gobierno de María Estela Martínez de Perón autorizó a Acindar para incorporar la Integración vertical de la producción. El 18 de agosto de 1978 la empresa inauguró la Planta Integrada Ingeniero Arturo Acevedo (PIAA), un centro de reducción directa de mineral de hierro, acería con hornos eléctricos y colada continua.
Entre la segunda mitad de los años setenta y principios de la década de 1980, Acindar experimentó un vasto crecimiento, favorecido en gran parte por el llamado Proceso de Reorganización Nacional. En 1981 Acindar absorbió al grupo Gurmendi —que incluía las empresas siderurgicas Genaro Grasso y Santa Rosa— constituyendo un grupo económico oligopólico que concentró la producción en Villa Constitución y La Tablada. La centralización redujo costos de mantenimiento de personal. Las ganancias de 1981 fueron de 2 308 582 000 000 pesos, en contraposición con que los $ 431 707 000 000 del año anterior.
Como se dijo anteriormente, la empresa creció con gran ayuda de la dictadura de Jorge Rafael Videla. Se vio beneficiada por los regímenes de promoción industrial e inclusive, en 1981, dado que no podía pagar una deuda con el Banco Nacional de Desarrollo, recibió ayudas de agentes externos y la Secretaría de Hacienda de la Nación. En 1982, con la estatitación de parte del Gobierno de los pasivos de las empresas, Acindar se deshizo de una deuda de 652 millones de dólares. Posteriormente, compró Laminfer, Navarro, Perfilar, M. Heredia y Puerto Vilelas. Además, creó seis subsidiarias en San Luis.
A partir del 2000, en el marco de una profunda crisis económica, Acindar comenzó un período de sucesivas modificaciones de su estructura societaria. En enero de 2001 se informó que Acindar y la brasileña Belgo Mineira acordaron una alianza tendiente a la integración estratégica de procesos. A su vez, Belgo Mineira estaba controlada por el grupo europeo Arcelor. En mayo de 2004 Belgo Mineira adquirió la totalidad de las acciones que permanecían en manos de la familia Acevedo. De este modo, con el 66% del paquete accionario tomó el control de la compañía. Finalmente, en 2008 el grupo ArcelorMittal adquirió el control del 99.5% de Acindar.
El último período estuvo caracterizado por la declinación de sus exportaciones (USD 249,84 millones  en 2012 – USD 39,4 millones en 2016), y la pérdida de puestos de trabajo.

Para el 2017, la empresa anticipó una facturación estimada superior a ARS 100 millones y un plantel de 2800 a 3000 empleados.

## Plantas industriales
La principal instalación productiva de la empresa está ubicada en la ciudad de Villa Constitución. Además posee plantas industriales en las localidades de Rosario, Villa Mercedes, La Tablada y San Nicolás.

## Productos y servicios
Acindar produce barras y bolas para la molienda de minerales y mallas de acero para la industria minera; alambres, tensores y postes especiales para la industria vitivinícola; postes, varillas, alambres y accesorios para la construcción de alambrados de acero destinados al sector agropecuario; diversos productos destinados a la industria de la construcción; además de productos especiales para la industria metalúrgica, la explotación petrolera, etc.

Ofrece servicios de asesoramiento técnico y, especialmente para el sector de la construcción, cortado, doblado y prearmado de partes de acero según las especificaciones técnicas del cliente.